# Cascades megállóhely
Cascades megállóhely a Metropolitan Area Express piros vonalának megállója az Oregon állambeli Portlandben, a Cascade Station bevásárlóközpont mellett.
A megnyitás előtt a menetrend kialakításához a vonatok megálltak itt, de nem nyitottak ajtót; az utasok a megállót végül 2007 januárjában vehették birtokba.
| Előző állomás                                              |  | Metropolitan Area Express |  | Következő állomás                                           |
| ---------------------------------------------------------- |  | ------------------------- |  | ----------------------------------------------------------- |
| Parkrose/Sumner pályaudvartovább Beaverton pályaudvar felé |  | Piros vonal               |  | Mount Hood Avenuetovább Portland International Airport felé |

## Fordítás
- Ez a szócikk részben vagy egészben  a   Cascades MAX Station című angol Wikipédia-szócikk ezen változatának fordításán alapul.  Az eredeti cikk szerkesztőit annak laptörténete sorolja fel. Ez a jelzés csupán a megfogalmazás eredetét és a szerzői jogokat jelzi, nem szolgál a cikkben szereplő információk forrásmegjelöléseként.